# Оме (провінція Брешія)
Оме (італ. Ome) — муніципалітет в Італії, у регіоні Ломбардія, провінція Брешія.
Оме розташоване на відстані близько 460 км на північний захід від Рима, 75 км на схід від Мілана, 16 км на північний захід від Брешії.
Населення — 3196 осіб (2014).
Щорічний фестиваль відбувається 26 грудня. Покровитель — святий Степан.

## Демографія
Населення за роками:

Станом на 1 січня 2023 року в муніципалітеті офіційно проживало 157 іноземців з 31 країни, серед них 54 громадяни країн Євросоюзу та 8 громадян України.

## Сусідні муніципалітети
- Бріоне
- Гуссаго
- Монтічеллі-Брузаті
- Полавено
- Роденго-Саяно